# Certeza
Certeza va ser una revista literària de Cap Verd establerta a Praia el 1944. Encara que la publicació va ser menys notòria que la seva predecessora Claridade fundada el 1936, no obstant això, va ser una fita en la literatura de Cap Verd.
El seu director va ser Eduino Brito Silva, el seu editor en cap va ser Joaquim Ribeiro. El seu primer número es va publicar al març de 1944. Va destacar Acêrca da Mulher, una reflexió sobre l'estat de la dona per Orlanda Amarílis. La segona edició es va publicar al juny de 1944. La revista fou prohibida per la censura, la tercera edició fou publicada en gener de 1945, el text va comptar amb Homens de hoje d'Henrique Teixeira de Sousa.
Altres escriptors foren el portuguès Manuel Ferreira.